# Orta Zəyzid
Orta Zəyzid è un comune dell'Azerbaigian situato nel distretto di Şəki. Conta una popolazione di 4 644 abitanti.